# Gérard Sandoz (réalisateur)
Pour les articles homonymes, voir Sandoz (homonymie).
Gérard Sandoz est un acteur et réalisateur français né le 15 janvier 1902 dans le 8e arrondissement de Paris, ville où il est mort le 31 janvier 1995 dans le 20e arrondissement.

## Biographie
Gérard Sandoz est le petit-fils de Gustave Sandoz et le fils de Gustave-Roger Sandoz, horlogers joailliers parisiens. La célèbre boutique paternelle est au 10 rue Royale.
Gérard Sandoz exerce la profession de joaillier jusqu'au début des années 1930. Il se tourne alors vers le cinéma. Il est connu comme acteur et réalisateur d'un unique long métrage, Opération Tonnerre, sorti en 1954.
Il est inhumé au cimetière de Passy dans la sépulture familiale.

## Filmographie

### Acteur
- 1932 : Panurge de Michel Bernheim (également coscénariste)

### Réalisateur
- 1954 : Opération Tonnerre